# Ciprski arheološki muzej
Ciprski muzej (znan tudi kot Ciprski arheološki muzej) je najstarejši in največji arheološki muzej na Cipru.
Muzej hrani artefakte, odkrite med številnimi izkopavanji na otoku. Je dom najobsežnejše zbirke ciprskih starin na svetu in stoji na Muzejski ulici v središču Nikozije. Njegova zgodovina gre z roko v roki s potekom sodobne arheologije (in oddelka za starine) na Cipru. Omeniti velja, da so prikazani samo artefakti, odkriti na otoku.

## Zgodovina
Ciprski muzej je bil kot institucija ustanovljen leta 1882 med britansko okupacijo otoka po peticiji Ciprskega ljudstva. Peticijo je britanski administraciji predala delegacija, ki so jo vodili verski voditelji tako krščanskega kot muslimanskega prebivalstva. Pomemben katapult za to akcijo so bila številna nedovoljena izkopavanja in tihotapljenje starin z otoka. Najobsežnejšo med njimi je nekaj let prej izvedel veleposlanik Združenih držav Amerike Luigi Palma di Cesnola, ki je z otoka pretihotapil več kot 35.000 artefaktov, ki so bili večinoma uničeni med prevozom. Številni ohranjeni predmeti so končali v novoustanovljenem Metropolitanskem muzeju umetnosti v New Yorku in so trenutno na ogled v njihovih galerijah v drugem nadstropju.
Začetni muzej je bil financiran z zasebnimi donacijami in je bil začasno nastanjen v obstoječih vladnih uradih. V lastne prostore se je preselil leta 1889 na Victoria Street znotraj srednjeveškega mestnega obzidja. Gradnja sedanje stavbe se je začela leta 1908 in je bila prvotno posvečena spominu na britansko monarhinjo, kraljico Viktorijo. Zasnoval ga je arhitekt N. Balanos iz Arheološkega društva v Atenah, gradnjo pa je nadzoroval George H. Everett Jeffery, takratni kustos muzeja. Leta 1961 je bil dokončan drugi sklop galerij, skladišč in pisarn.

## Zbirke
Kmalu po ustanovitvi je muzej začel prejemati predmete iz številnih izkopavanj na otoku, ki so jih vodile predvsem britanske in evropske odprave. Indikativna so letna poročila o izkopavanjih, objavljena v The Journal of Hellenic Studies od leta 1890 naprej. Prvi organizirani katalog sta kmalu sestavila in leta 1899 izdala sir John Myres in Max Ohnefalsch-Richter. Zbirke muzeja so se močno povečale s prvimi obsežnimi sistematičnimi izkopavanji, ki jih je izvedla švedsko ciprska ekspedicija med letoma 1927 in 1931 pod vodstvom profesorja Einarja Gjerstada.
Danes Ciprski muzej ostaja glavni razstavljavec najdb pred osamosvojitvijo (1960).  V njem so tudi najpomembnejše nedavne pridobitve. V zadnjih letih je prišlo do postopne decentralizacije ciprskih muzejskih zbirk in večina najdb iz trenutnih izkopavanj je deponiranih v lokalnih okrožnih muzejih. Muzej sestavlja štirinajst razstavnih dvoran, ki obkrožajo kvadratno osrednje območje, ki obsega pomožne pisarne, knjižnico, skladišča in laboratorije za hrambo in proučevanje predmetov v zbirki. Prikazi v vsaki dvorani sledijo kronološkemu in tematskemu zaporedju od neolitika do rimskega obdobja.

## Prihodnost
Muzejska zbirka je močno prerasla kapacitete obstoječih stavb, tako da je v vsakem trenutku na ogled le majhen delček. Ob številnih izkopavanjih in nenehnih novih najdbah se je postavilo vprašanje preselitve v prostornejše prostore, o primerni lokaciji pa se je treba še odločiti. Pojavili so se predlogi, da bi se bližnja in zdaj porušena stavba nikozijske stare splošne bolnišnice preuredila, medtem ko so obstajali tudi načrti za ustanovitev novega muzeja kot dela novega večjega kulturnega centra na mestu starega stadiona GSP. 